# يويداي تاناكا
يويداي تاناكا (باليابانية: 田中 雄大) (8 أغسطس 1988 في شيغا في اليابان – )؛ هو لاعب كرة قدم ياباني سابق كان يلعب كمدافع.

## وصلات خارجية
- يويداي تاناكا على موقع رابطة كرة القدم اليابانية للمحترفين (اليابانية)
- يويداي تاناكا على موقع قاعدة بيانات كرة القدم.إي يو (الإنجليزية)
- يويداي تاناكا على موقع Soccerway.com (الإنجليزية)
- يويداي تاناكا على موقع عالم كرة القدم.نت (الإنجليزية)
- يويداي تاناكا على موقع كووورة